# HD 222806
HD 222806，又名CP-79 1239，SAO 258179、HR 8995，是一颗恒星，视星等为5.75，位于銀經306.98，銀緯-37.81，其B1900.0坐标为赤經23h 38m 36.2s，赤緯-79° -37.81′ 48″。